# Miguel Uribe Restrepo
Miguel Uribe Restrepo (Envigado, 19 de junio de 1792 — Medellín, 7 de febrero de 1842) fue un jurista, filósofo y político colombiano, apodado el «Demóstenes Colombiano» por sus dotes oratorias.

## Biografía

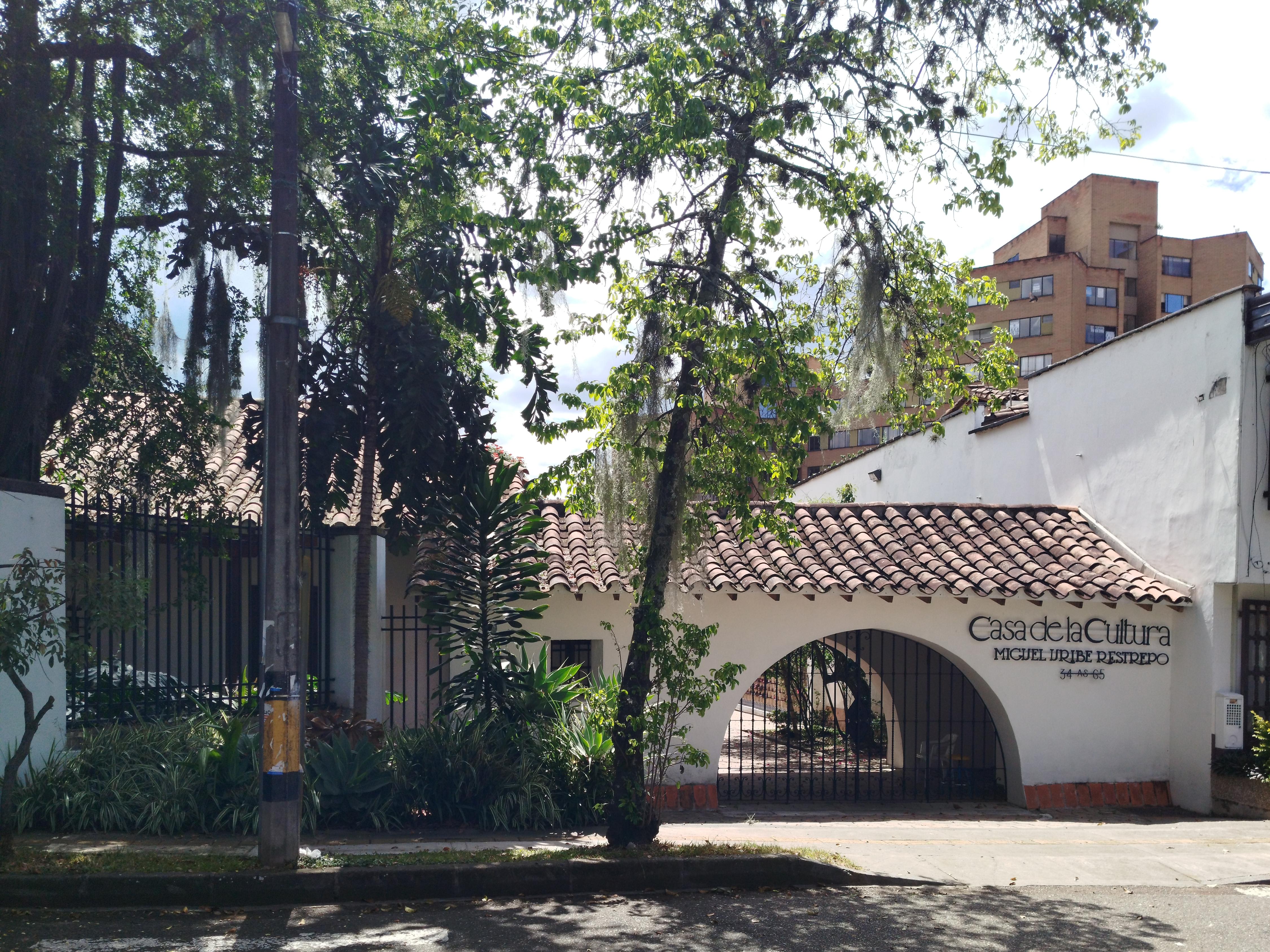
Hogar natal de Miguel Uribe Restrepo, actual Casa de la Cultura de Envigado

Fue uno de los veintidós hijos de don Miguel María Uribe y doña Josefa María Restrepo, hermana de José Félix de Restrepo.
Con respecto a sus educación, fue discípulo de Francisco José de Caldas y de Camilo Torres. Reemplazó a Caldas en las cátedras de Matemáticas e Ingeniería. Primer profesor de Filosofía de la Universidad de Antioquia. 
Fue consejero de Estado y Presidente del Senado. Fue opositor al gobierno de Simón Bolívar, a quien tildaba de monárquico, por su intención de imponer la Constitución Política de Bolivia de 1826.

## Homenajes

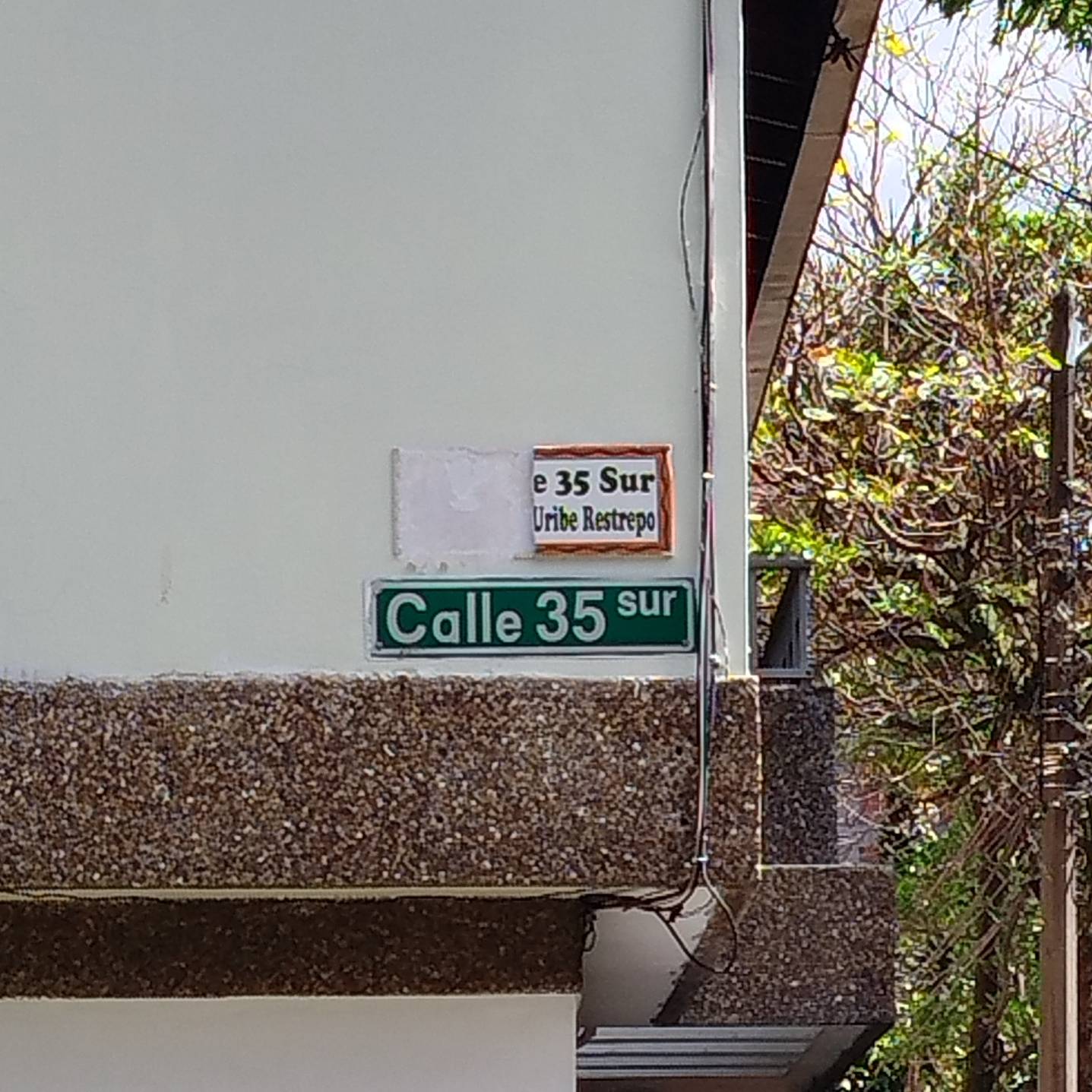
Placa (parcialmente dañada) de la Calle 35 sur «Miguel Uribe Restrepo», Envigado

El domicilio donde nació es desde la década de 1960 la Casa de la Cultura de Envigado, y lleva su mismo nombre, «Miguel Uribe Restrepo». También la calle 35 sur de ese municipio, que parte de la Casa de la Cultura, está nombrada en su honor.